# Luis Carlos Martín
Luis Carlos Martín Asensio (născut la 16 decembrie 1990), cunoscut sub numele de Luis Carlos sau Luisito, este un fotbalist spaniol care joacă pentru Novelda CF ca extremă stânga.

## Biografie
Născut în Valladolid, Castilla și León, Luis Carlos s-a alăturat tineretului lui Real Valladolid, configurat în 1998, la vârsta de 8 ani. A fost promovat ca rezervă în 2009, dar neafirmându-se, a fost împrumutat de Atletico Tordesillas pe 4 ianuarie 2010.
În iunie 2010, Luis Carlos și-a anulat contractul și s-a alăturat unei alte echipe de rezervă, Hércules CF B. La 11 mai 2011 și-a făcut debutul în primul joc alături de echipa sa în La Liga, înlocuindu-l pe Sendoa în a doua parte a meciului, într-un 2-2 acasă remiză contra RCD Mallorca.
Pe 1 iulie 2011 Luis Carlos a semnat un contract de doi ani cu Real Murcia, fiind repartizat la echipa B în Tercera Division. Ulterior, a reluat cariera în aceeași divizie, reprezentând FC Torrevieja, FC Jupiter Español San Vicente și Novelda CF.

## References
1. ↑  Luis Carlos Martín, Transfermarkt, accesat în 9 octombrie 2017
2. ↑  Luisito, cedido por el Real Valladolid B al Tordesillas (Luisito, loaned from Real Valladolid B to Tordesillas); Valladolid's official website, 4 January 2010 (Spanish)
3. ↑  El Hércules tira por la ventanilla la permanencia (Hércules throws the permanence in the vents); Marca, 11 May 2011 (Spanish)
4. ↑  El Real Murcia le 'roba' al Hércules a uno de sus mejores canteranos (Real Murcia 'steals' from Hércules one of their best canteranos) Arhivat în 6 aprilie 2015, la Wayback Machine.; La Verdad, 1 July 2011 (Spanish)
5. ↑  El Torrevieja refuerza su plantilla con Gasch, Josemi, Ros y Luis Carlos (Torrevieja bolsters their squad with Gasch, Josemi, Ros and Luis Carlos); Diario Información, 21 July 2012 (Spanish)
6. ↑  El Jove Español vuelve a los entrenamientos (Jove Español returns to training); Costa Comunicaciones, 26 July 2013 (Spanish)
7. ↑  Empiezan las renovaciones e incorporaciones en el Novelda CF (Begin the renewals and signings at Novelda CF) Arhivat în 4 martie 2016, la Wayback Machine.; Novelda Digital, 3 July 2014 (Spanish)